# Snežni leopard
Snežni leopard (znanstveno ime Panthera uncia ali Uncia uncia) je zmerno velika mačka, ki izvira iz gorskih območij Srednje Azije. Razvrstitev te vrste je spremenljiva; referenčno delo Mammal Species of the World zaenkrat upošteva tradicionalno uvrstitev v samostojen rod, kot Uncia uncia. Novejše genetske raziskave pa ga uvrščajo skupaj z nekaterimi drugimi velikimi mačkami v rod Panthera. Snežni leopard je uvrščen na rdeči seznam ogroženih vrst kot ranljiva vrsta. Svetovno populacijo namreč ocenjujejo na zgolj 4.000 do 6.500 osebkov, od katerih se jih v divjini razmnožuje manj kot 2.500.

## Opis
Snežni leopardi so od drugih velikih mačk nekoliko manjši, vendar tudi med njimi prihaja do razlik v velikosti. Običajno tehtajo med 27 in 55 kg, včasih pa velik samec doseže 75 kg in majhna samica ima lahko manj kot 25 kg. Imajo relativno kratko telo, ki meri v dolžino, od glave do repa, 75 do 130 cm. Vendar pa imajo precej dolg rep, od 80 do 100 cm. Noge imajo prav tako kratke. 
Krzno snežnega leoparda je dolgo in gosto, osnovna barva pa se razlikuje od dimno sive do rumenkaste, z belkastimi spodnjimi deli. Imajo temno sive do črne odprte rozete, z majhnimi pikami istih barv, na glavi, nogah in repu. Sicer nenavadno med mačkami, so njihove oči svetlo zelene ali sive barve. 
Snežni leopardi imajo veliko prilagoditev za življenje v mrzlem gorskem svetu. Zasedajo težko dostopna visokogorska območja, med 3.350 in 6.700 metrov nadmorske višine, v dvanajstih državah Srednje Azije (Afganistan, Butan, Kitajska, Indija, Kazahstan, Kirgizistan, Mongolija, Nepal, Pakistan, Rusija, Tadžikistan in Uzbekistan). Njihova telesa so zato čokata in imajo debelo krzno ter majhna in bolj okrogla ušesa. Vse to pomaga, zmanjšati izgubo toplote. Tace imajo široke, katera uravnavajo težo za hojo po snegu. Tudi krzno jim poveča oprijem na strmih in nestabilnih površinah. Dolg rep jim pomaga ohranjati ravnotežje, kar je zelo pomembno pri kamnitih terenih. Poleg tega njihovi debeli repi shranjujejo maščobe in so pokriti z gosto dlako, kar jim omogoča zaščito obraza med spanjem.
Snežni leopard ima kratek gobec in kupolasto čelo, z nenavadno velikimi nosnimi votlinami, ki jim pomagajo dihati tanek, hladen zrak v gorah.
Snežni leopard ne more rjoveti, kljub temu da ima delno okostenelost jezične kosti. Ta delna okostenitev naj bi bila ključna za rjovenje velikih mačk, toda raziskave so pokazale, da imajo sposobnost rjovenja zaradi drugih morfoloških značilnosti, ki pri snežnem leopardu niso prisotne. Snežni leopard lahko piha, mijavka, piska in joka ter spušča zvok, ki je v primerjavi zvoka piska lokomotive.

## Življenje in vedenje
V poletnih mesecih snežni leopardi živijo nad gozdno mejo, do 6.000 metrov nadmorske višine, v zimskem času pa pridejo v gozdove na nadmorskih višinah okoli 1.200 do 2.000 metrov. Snežni leopardi imajo raje razgiban kamnit teren, po katerem lahko hodijo brez težav, tudi če je snežna odeja globoka do 85 cm. Za hojo najraje uporabljajo že obstoječe steze, ki so ji za seboj pustile druge živali.  
Snežnega leoparda vodi večinoma samotarsko življenje, čeprav lahko samice mladiče redijo v brlogu v gorah tudi dalj časa.
Posamezen snežni leopard živi v točno določenem teritoriju, vendar ga ne brani z agresivnostjo v primeru, da se nanj zateče drug snežni leopard. Območja se razlikujejo po velikosti. V Nepalu, kjer je plena v izobilju, je območje manjše, do 40 km², tam kjer pa hrane primanjkuje pa se življenjsko območje razteza do 1000 km².
Snežni leopardi so najbolj aktivni ob zori in mraku, saj so takrat najmanj vidni. 
Snežni leopardi so živali, ki aktivno lovijo svoj plen. Kot večina mačk jedo meso. Jedo vse kar najdejo, vključno z mrhovino ali domačo živino. Ubijejo lahko živali, ki so trikrat do štirikrat težje od njih, vendar se raje zadovoljijo z manjšim plenom kot so zajci in ptice. Sicer nenavadno za mačke, vendar snežni leopardi pojejo tudi velike količine rastlinja, vključno s travo in vejami.  

### Razmnoževanje in življenjski krog
Snežni leopardi se običajno parijo v poznem zimskem času. Samice morajo biti stare 2-3 leta, samci pa 4, da se lahko razmnožujejo. Brejost traja 90-100 dni, tako da se mladiči skotijo med aprilom in junijem. Ovulacija običajno traja 5-8 dni in po parjenju samci ne iščejo druge partnerice za parjenje, verjetno zato, ker je sezona parjenja kratka in ne bi bilo dovolj časa. Poleg tega bi zapustil svojo samico, ki bi morala sama skrbeti za mladiče. Snežni leopardi so med parjenjem v običajnem mačjem položaju in se parijo 12-36x na dan. 
Samica skoti v skalnatem območju. Leglo je veliko do 5 mladičev. Mladiči so ob rojstvu slepi in nebogljeni, čeprav že z debelo platjo krzna tehtajo od 320 do 567 gramov. Oči odprejo po enem tednu. Krzno s pikami imajo že od rojstva. Mladiči zapustijo brlog ko so stari 2-4 mesecev, vendar postanejo popolnoma neodvisni od matere po približno 18-22 mesecih. Snežni leopardi so spolno zreli po dveh letih in običajno živijo 15-18 let, v ujetništvu lahko tudi do 21.

## Varstvo ogrožene vrste
Obstajajo številne agencije, ki se trudijo za ohranitev same vrste snežnega leoparda in njihovega ekosistema:
- Snow Leopard Trust
- Snow Leopard Conservancy
- Snow Leopard Network
- Cat Specialist Group
- Panthera Corporation

Te agencije in druge številne nacionalne, neprofitne organizacije in donatorji iz vsega sveta med raziskavami poudarjajo razumevanje te skrivnostne mačke, njene potrebe in potrebe vaščanov, ki vplivajo na življenje in življenjski prostor snežnega leoparda. 

## Zavarovana območja
| Območja države | Življenjska površina (km2) | Ocenjena populacija |
| -------------- | -------------------------- | ------------------- |
| Afganistan     | 50,000                     | 100–200             |
| Butan          | 15,000                     | 100–200             |
| Kirgizistan    | 105,000                    | 150-500             |
| Kazahstan      | 50,000                     | 180–200             |
| Tadžikistan    | 100,000                    | 180–220             |
| Kitajska       | 1,100,000                  | 2,000–2,500         |
| Pakistan       | 80,000                     | 200–420             |
| Indija         | 75,000                     | 200–600             |
| Uzbekistan     | 10,000                     | 20–50               |
| Nepal          | 30,000                     | 300–500             |
| Mongolija      | 101,000                    | 500–1,000           |

Dodatnih 600-700 snežnih leopardov je v živalskih vrtovih po vsem svetu.